# Арганьон
Арганьо́н (фр. Argagnon) — коммуна во Франции, находится в регионе Аквитания. Департамент — Атлантические Пиренеи. Входит в состав кантона Арти-э-Пеи-де-Субестр. Округ коммуны — По.
Код INSEE коммуны — 64042.

## География

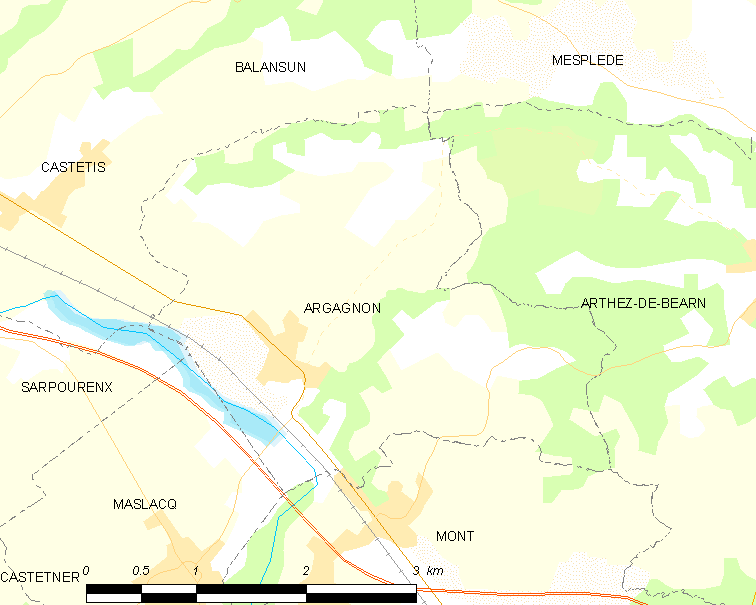
Карта коммуны

Коммуна расположена приблизительно в 650 км к югу от Парижа, в 155 км южнее Бордо, в 31 км к северо-западу от По.
На юго-западе коммуны протекает река Гав-де-По.

### Климат
Климат тёплый океанический. Зима мягкая, средняя температура января — от +5°С до +13°С, температуры ниже −10 °C бывают редко. Снег выпадает около 15 дней в году с ноября по апрель. Максимальная температура летом порядка 20-30 °C, выше 35 °C бывает очень редко. Количество осадков высокое, порядка 1100 мм в год. Характерна безветренная погода, сильные ветры очень редки.

## Население
Население коммуны на 2010 год составляло 729 человек.
| 1962 | 1968 | 1975 | 1982 | 1990 | 1999 | 2010 |
| ---- | ---- | ---- | ---- | ---- | ---- | ---- |
| 374  | 468  | 505  | 501  | 695  | 710  | 729  |

## Администрация
| Период | Период | Фамилия        | Партия        | Примечания |
| ------ | ------ | -------------- | ------------- | ---------- |
| ?      | 1995   | Жорж Вандезанд | Разные правые |            |
| 1995   | 2001   | Гийом Дафарж   |               |            |
| 2001   | 2020   | Андре Кассу    |               |            |

## Экономика
В 2010 году среди 476 человек трудоспособного возраста (15-64 лет) 331 были экономически активными, 145 — неактивными (показатель активности — 69,5 %, в 1999 году было 65,2 %). Из 331 активных жителей работали 297 человек (158 мужчин и 139 женщин), безработных было 34 (18 мужчин и 16 женщин). Среди 145 неактивных 44 человека были учениками или студентами, 61 — пенсионерами, 40 были неактивными по другим причинам.

## Достопримечательности
- Церковь Св. Петра (XI век; реконструирована в 1866 году)[4]

## Фотогалерея

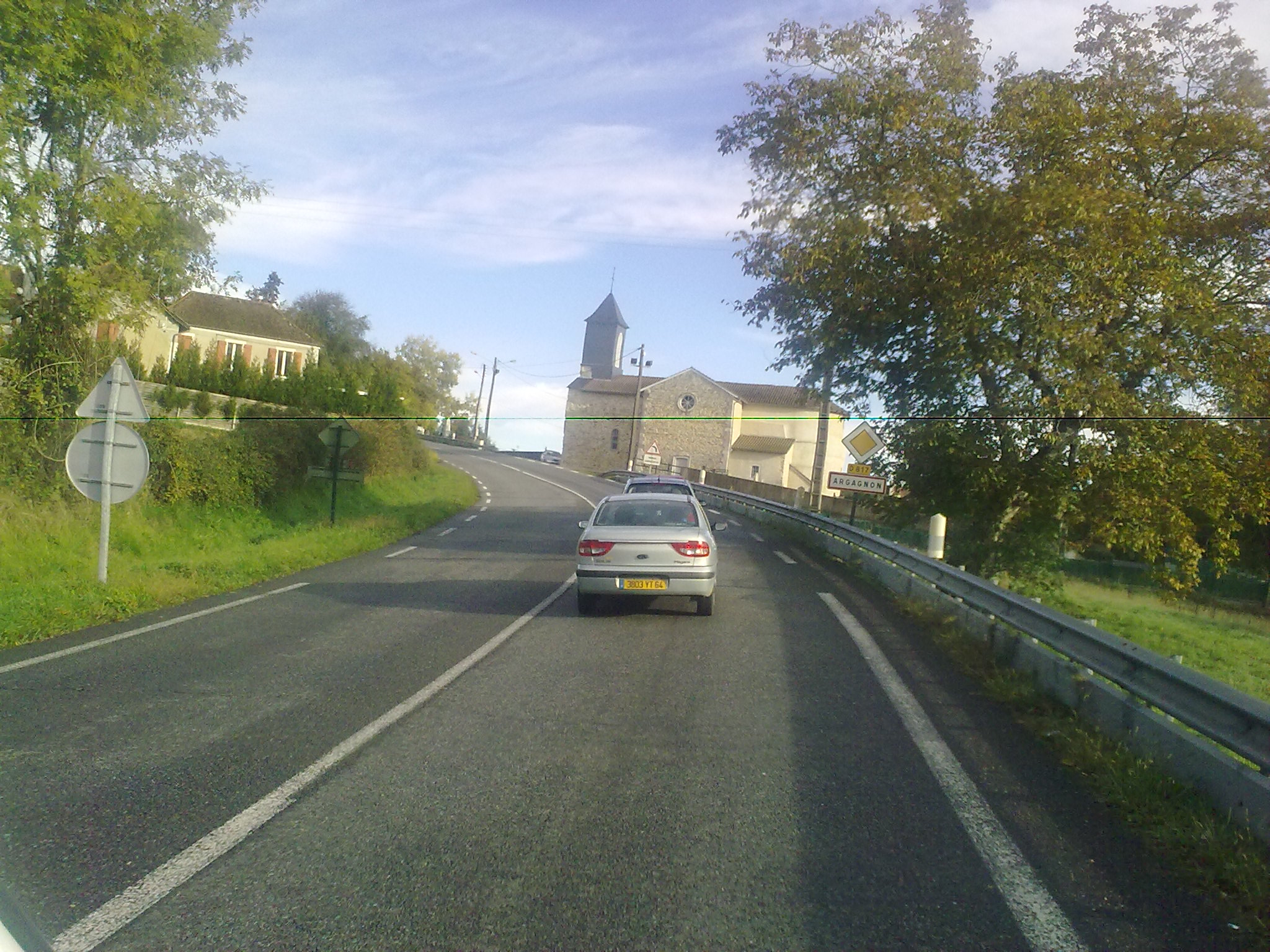
Въезд в Арганьон
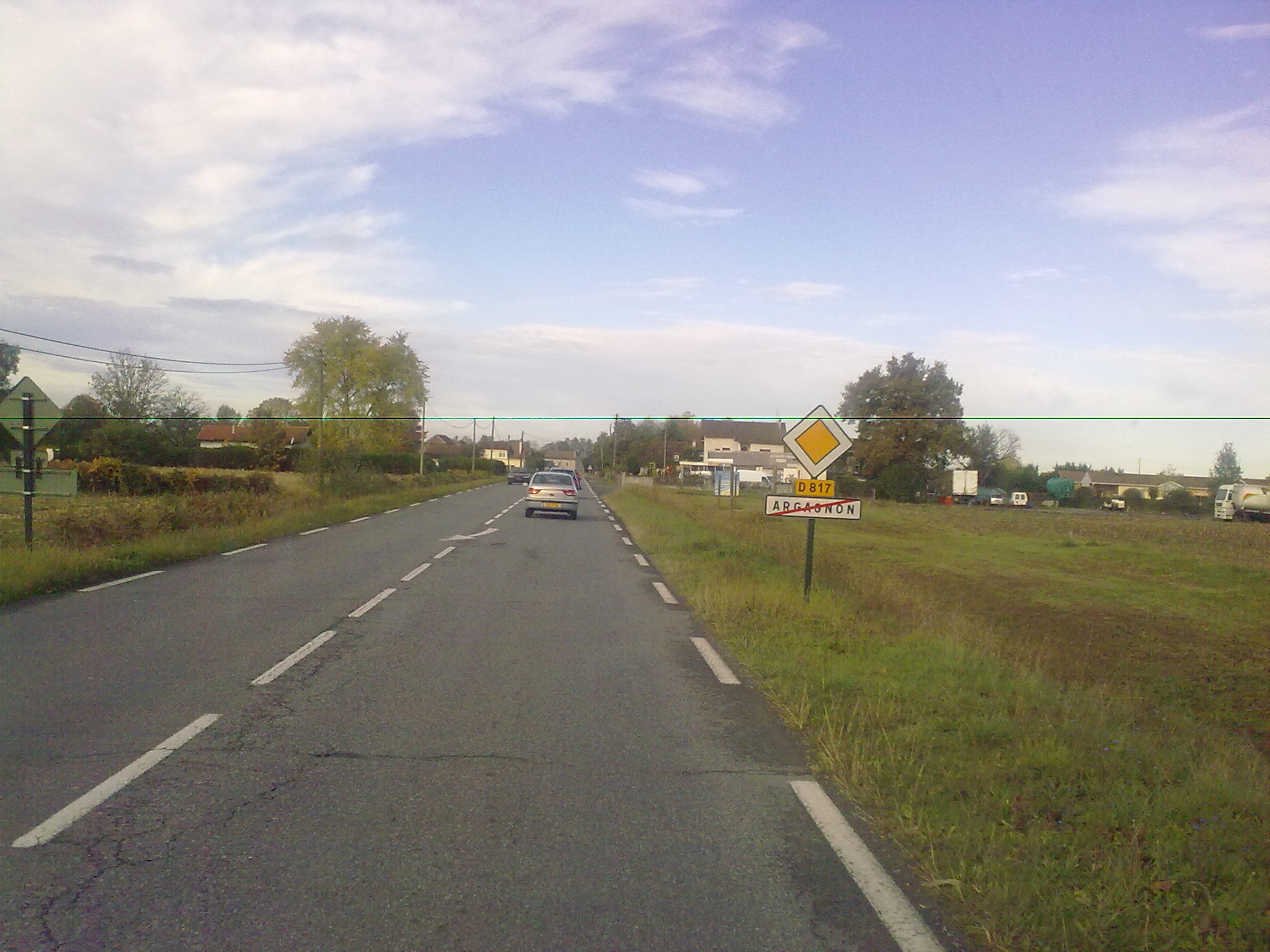
Выезд из Арганьона
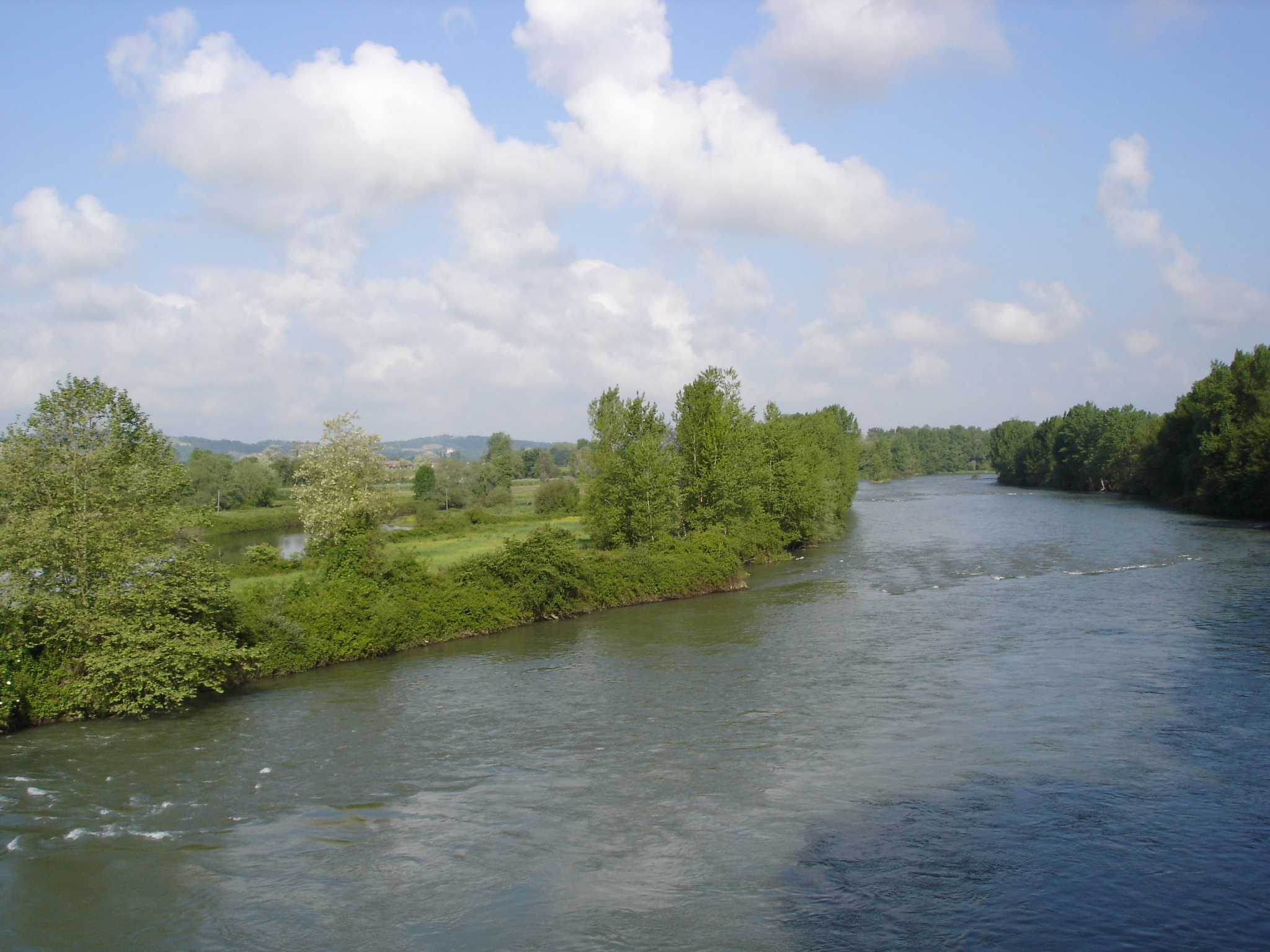
Река Гав-де-По